# Darina Mauréry
Darina Mauréry, rozená Markovičová (* 23. květen 1939 Bratislava) je slovenská operetní zpěvačka, bývalá sólistka zpěvoherního souboru Nové scény v Bratislavě. Mimo jiné působila v taneční složce uměleckého folklorního souboru Lúčnica a příležitostně se realizovala i ve filmu. V rámci pedagogické činnosti vyučovala zpěv na základní umělecké škole.
Spolu s manželem Pavlem, známým Slovenské barytonista, žije v Bratislavě a mají spolu dceru Zuzanu, herečku.

## Filmografie
| Rok                                                                       | Název            | Role              | Poznámky                                               | Zdroje |
| ------------------------------------------------------------------------- | ---------------- | ----------------- | ------------------------------------------------------ | ------ |
| 1964                                                                      | Život je vábny   |                   | TV retrospektivní dokument o začátcích slovenské opery | [ 6 ]  |
| 1973                                                                      | Árie z operiet   |                   | TV pásmo populárních operetních a muzikálových melodií | [ 7 ]  |
| 1982                                                                      | Dedičstvo        | manželka předsedy | TV adaptace novely Mont-Oriol od Maupassanta           | [ 8 ]  |
| 1983                                                                      | Tisícročná včela | Gerschová         | filmové zpracování stejnojmenného románu P. Jaroše     | [ 9 ]  |
| Údaje převzaté ze záznamů filmových databází a archivovaných TV programů. |                  |                   |                                                        |        |